# Sammy Barbot
Sammy Barbot, all'anagrafe Jacques Édouard Barbot (Le Lamentin, 1º settembre 1954), è un cantante, ballerino e conduttore televisivo francese naturalizzato italiano.

## Biografia
Sammy Barbot nasce a Le Lamentin, nell'isola caraibica della Martinica, e si trasferisce a Parigi in giovane età prendendo anche parte alla versione francese del musical Hair. Da qui si trasferisce a Messina dove si afferma come dj, cantante e intrattenitore. Barbot si esibisce nei più importanti e rinomati locali peloritani allora in auge, come la storica "La Macina". Deve le sue fortune alla città dello Stretto, in quegli anni in pieno fermento artistico e culturale. Da quel momento si accresce a dismisura la sua fama a livello nazionale. 
Nel 1973 incide un nuovo singolo, Amico  ed il suo primo LP per l'etichetta BBB dal titolo Un testo una musica, per il quale realizza anche gli arrangiamenti, con i testi firmati dalla pittrice Maria Carli Pugliese.
La sua prima apparizione televisiva in Italia avviene al fianco di Mina all'interno di Milleluci, dove interpreta un numero musicale.
Nel 1975 appare nel film Roma drogata la polizia non può intervenire, cantandone anche la canzone di apertura.
Nel 1976 incide il brano Signor Robinson per la colonna sonora del film con Paolo Villaggio Il signor Robinson, mostruosa storia d'amore e d'avventure, tradotto anche in spagnolo come Señor Robinson.
Nel 1977, dopo essere stato notato da alcuni autori della RAI, si trasferisce in Italia per condurre lo show Piccolo Slam insieme a Stefania Rotolo, che riscuote un grande successo. In seguito i due incisero il 45 giri Toccami/Piccolo slam, che diventò uno dei singoli più venduti dell'anno. Nello stesso periodo pubblica il suo secondo LP dal titolo Sammy! inciso per l'etichetta Dischi Ricordi.
Nello stesso anno incide il brano El macho, colonna sonora dello spaghetti western El Macho.
Nel 1978 incide il singolo New Mexico per la Ricordi/CBS.
Nel 1979 appare nel film commedia Scusi lei è normale? per la regia di Umberto Lenzi.
La sua carriera da conduttore televisivo continua nel 1980, quando è alla guida della prima edizione del programma televisivo da lui ideato Popcorn, su Canale 5.
Nel 1981 passa alla WEA Italiana dove pubblica diversi 45 giri confluiti nel suo terzo album, Barbot, tra cui il suo singolo di maggior successo, Aria di casa, sigla del programma Happy Circus, che si posizionò al quinto posto delle canzoni più vendute dell'anno.
Avrebbe dovuto prendere parte al Festival di Sanremo 1982 con il brano Viola e violoncello ma all'ultimo momento dà forfait, sostituito da Mal.
Nel 1984 passa alla CAT Records dove incide due singoli, Music, Harmony And Rhythm e Groovy. 
Nel 1989 incide il suo quarto album in studio, ...Rivè, per l'etichetta Hit Record.
Per tutto il decennio è apparso in tv come conduttore di molti programmi di successo della RAI come Happy Magic (1982), Sotto le stelle (1983 e 1987), Italia mia (1986), Big!  (1988-1991) e Sulla cresta dell'onda (1989).
Il 13 gennaio 2007, dopo un lungo periodo di silenzio, si è esibito nello spettacolo teatrale Te li do io i Caraibi a Velletri, al Teatro Comunale Ugo Tognazzi.
Nel 2015 è tornato alla musica con il singolo Feed the planet, presentato durante un'esibizione allo stadio Olimpico di Roma, in occasione della partita dei Campioni Unici per Unicef, insieme ai ragazzi del Sanremo Music Awards.
In un'intervista ha dichiarato che a partire dagli anni novanta le apparizioni lavorative hanno incominciato a diminuire a causa del fatto che quando lo cercavano, il cantante risiedeva fuori dall'Italia o aveva altri impegni e ciò ha determinato un progressivo allontanamento dalla tv ma che questo non gli ha causato alcun rimpianto dal momento che, se solo avesse voluto, avrebbe di certo agito diversamente; nella stessa intervista ha dichiarato: “Se avessi sfruttato meglio le carte che avevo a disposizione avrei ottenuto ancora più successo, questo senza dubbio. Se invece fossi andato a New York, o fossi rimasto a Parigi, avrei sicuramente avuto molte più occasioni di sfruttare le mie doti canore a livello internazionale”.

## Vita privata
Barbot risiede a Roma con sua moglie e i suoi due figli, Michel e Alissia. È diventato un testimone di Geova e continua la sua attività musicale dal vivo per eventi e convention in giro per il mondo.

## Discografia

### 33 giri
- 1973 - Un testo una musica (BBB, BSLB 0009)
- 1977 - Sammy! (Dischi Ricordi, SMRL 6215)
- 1983 - Barbot (WEA Italiana)
- 1989 - ...Rivè (Hit Record)

### 45 giri
- 1969 - L'amore è blu/L'ultimo amore (pubblicato semplicemente come Sammy; RCA Italiana, PM 3452)
- 1973 - Amico/Girl You 'R' Right (BBB, BMA 0003)
- 1975 - Mark/So much love (PAC, 500)
- 1976 - Season of assassins/Gang leader (CAM, AMP 165)
- 1976 - Stop The World/Color Generator (a nome "The Lime & Lemon Co."; Move, MD 2304)
- 1976 - Signor Robinson/L'isola di Robinson (CGD, 4939)
- 1977 - El Macho/Macho's slams (Cinevox, MDF 109)
- 1977 - Non legarti a me/Disco slam (Dischi Ricordi, SRL 10852)
- 1977 - Toccami/Piccolo slam (RCA BB 6033)
- 1978 - New Mexico/Take my music (Dischi Ricordi, SRL 10883)
- 1980 - California/California (versione strumentale) (Dischi Ricordi, SRL 10918)
- 1981 - Aria di casa/Liberazion (WEA Italiana, T 18859)
- 1982 - Forza campione (parte 1)/Forza campione (parte 2) (WEA Italiana, T 19159)
- 1983 - Vita semplice/Donna vieni via (WEA Italiana, 24 9952-7)
- 1983 - Non sarai più sola/Di' di no (WEA Italiana, 24 9771-7)
- 1984 - Let The Music Play/Love Sensation (WEA Italiana, 24-9512-07)
- 1984 - Groovy/Groovy (remix) (CAT, BAT-7398)
- 1985 - Music, harmony and rhythm medley with Brazilian Rhyme (CAT Record, CAT 2016)
- 1986 - Tempo d'estate/Tempo d'estate (versione strumentale) (RCA Italiana, PB 40855)
- 2007 - Rainbow Imagine (Sifare Ed.)
- 2015 - Feed the planet

## Televisione
- Milleluci  (Rai 1, 1974 - settima puntata)
- Piccolo Slam (Rai 1, 1977-1978)
- Musicaestate '78 (Rai 1, 1978)
- Popcorn (Canale 5, 1980)
- Happy Circus  (Rai 1, 1981-1982)
- Happy Magic  (Rai 1, 1982)
- Forte Fortissimo TV Top  (Rai 1, 1983-1984)
- Sotto le stelle  (Rai 1, 1983, 1987)
- Italia mia  (Rai 1, 1986)
- Big!  (Rai 1, 1991-1992)
- Sulla cresta dell'onda  (Rai 1, 1989)

## Filmografia
- Roma drogata la polizia non può intervenire, regia di Lucio Marcaccini (1975)
- Scusi lei è normale?, regia di Umberto Lenzi (1979)